# Cirsium falconeri
Cirsium falconeri là một loài thực vật có hoa trong họ Cúc. Loài này được (Hook.f.) Petr. mô tả khoa học đầu tiên năm 1912.